# Щодре
Щодре (пол. Szczodre, нем. Sibyllenort) — деревня в Польше, в повяте Вроцлав.

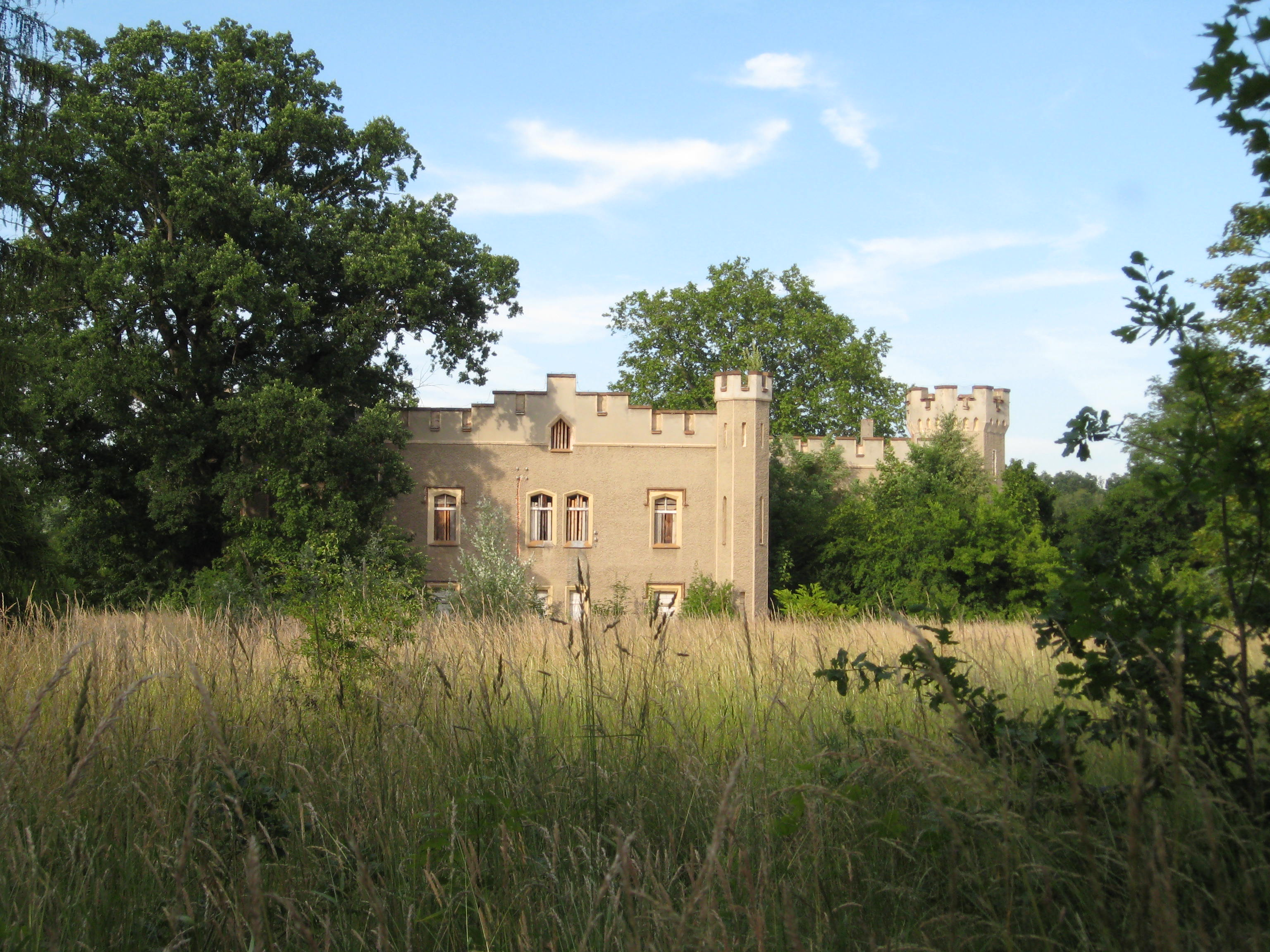
Palace Sibyllenort

В 1884 здешний замок был приобретён Веттинами и стал летней резиденцией саксонской королевской семьи.
После свержения монархии в Саксонии Сибилленорт стал постоянным местом жительства последнего саксонского короля Фридриха Августа III, который умер здесь в 1932 году.
После Второй мировой войны нижнесилезская деревня попала в Польшу.
Население - 1243 человека (2011)
На протяжении 1975—1998 годов принадлежала к Вроцлавскому воеводству